# Parafia św. Izydora w Ostrówku
Parafia św. Izydora w Ostrówku – rzymskokatolicka parafia w dekanacie Osieck, diecezji siedleckiej.
Pierwszy kościół w Ostrówku uposażył w 1678 r. biskup poznański Stefan Wierzbowski. Na skutek przesunięcia się koryta Wisły w 1792 roku świątynia została porwana przez nurt rzeki. Jeszcze w tym samym roku mieszkańcy pod okiem księdza Józefa Okońskiego wznieśli nowy kościół, który 25 czerwca 1798 roku stał się siedzibą nowo powstałej parafii. Następny, drewniany oraz zachowaną po dziś dzień murowaną dzwonnicę, wybudował własnym kosztem ks. Jan Struss w 1850 r. Obecny kościół parafialny murowany, został wybudowany w stylu pseudorenesansowym w latach 1931–1932. Został poświęcony w 1932  przez biskupa Henryka Przeździeckiego. Parafia ma kronikę parafialną od 1975 r.
Teren parafii obejmuje miejscowości Ostrówek, Glinki, Kosumce, Władysławów.